# 白羅再起：倫敦死亡聚會
《白羅再起：倫敦死亡聚會》（英語：The Monogram Murders）是蘇菲·漢娜所作的2014年英國推理小說，經由克莉絲蒂基金會的授權，本作以阿嘉莎·克莉絲蒂筆下的人物赫丘勒·白羅為主角。2014年9月以29種語言出版。
漢娜此後還陸續推出了一系列的白羅小說。

## 主要人物
- 赫丘勒·白羅
- 愛德華·開普契，蘇格蘭場警官，本作的第一人稱敘述者

## 創作
在與克莉絲蒂的後人馬修和詹姆斯·培察見面後，漢娜便受到克莉絲蒂基金會的委託而執筆撰寫新版的白羅小說。馬修·培察在接受英國廣播公司訪談時說：「正是她（漢娜）的熱情和對我祖母的尊重，使我相信她是承擔這項艱鉅任務的人。」
漢娜表示她想避免使用克莉絲蒂原版白羅小說的配角（例如海斯汀），所以創造出一個全新的角色愛德華·開普契作為白羅的夥伴。

## 評論
台灣推理評論人冬陽認為《白羅再起：倫敦死亡聚會》將克莉絲蒂的特色模仿的維妙維肖，「簡直就是克莉絲蒂寫的」。台灣作家既晴認為書中的白羅「與克莉絲蒂的原汁原味神似至極」。

## 中文譯本
| 出版日期     | 地點     | 譯者   | 出版社     |
| ------------ | -------- | ------ | ---------- |
| 2014年9月9日 | 臺灣     | 柯清心 | 遠流       |
| 2016年6月    | 中國大陸 | 李树娟 | 新星出版社 |